# 奧蘭治敦
奧蘭治敦（英語：Orangetown）是美國紐約州羅克蘭郡的一個城鎮，它位於紐約市西北部，新澤西州北部，拉馬波鎮以東，克拉克斯敦鎮以南，哈德遜河以西。根據2020年美國人口普查的數據顯示，奧蘭治敦的人口為48,655人。奧蘭治敦總面積為31.33平方英里（81.15平方公里）。
奧蘭治敦於1680年左右首次有人定居。第一批定居者是荷蘭人。